# Musée des Peintres de Barbizon
Le musée des Peintres de Barbizon est un musée d'art français situé à Barbizon, géré par le conseil départemental de Seine-et-Marne depuis 2004.
Il est le résultat de la fusion entre la maison de l'artiste Théodore Rousseau, ouverte en 1975, et le rachat de l'ancienne auberge Ganne par la commune en 1995.

## Historique

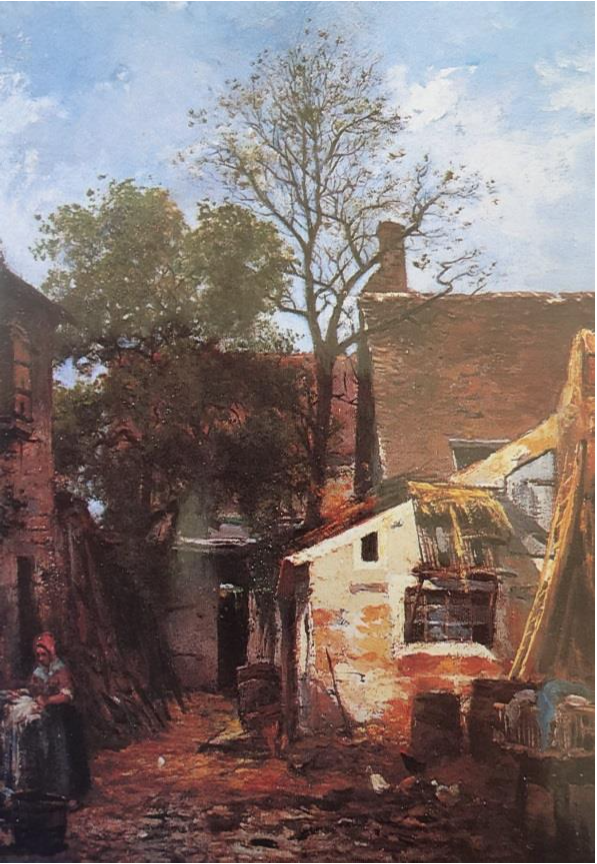
Charles-Théodore Sauvageot, La Cour de l'auberge Ganne, vers 1865-1870, localisation inconnue.

Le bâtiment fut à l'origine une ferme qui, en 1834, fut transformée en épicerie par François et Edme Ganne qui commencèrent par y servir à boire, puis à manger. Pour augmenter leurs revenus, ils aménagèrent des chambres afin d'y accueillir des hôtes, qui se trouvaient être des peintres en villégiature.
Le musée des Peintres de Barbizon comprend deux sites : l'auberge Ganne au 92, Grande Rue, où logeaient de nombreux artistes, et la maison-atelier Théodore-Rousseau dans laquelle le célèbre paysagiste a vécu et travaillé jusqu'à sa mort, en 1867. Barbizon est le village où ont résidé, de 1830 à 1875, des peintres venus travailler en forêt de Fontainebleau.
Les salles du rez-de-chaussée de l'auberge Ganne restituent l'atmosphère chaleureuse des « peint' à Ganne » grâce aux meubles et aux décors peints. À l'étage, on visite trois chambres dortoirs aux murs recouverts de dessins et de pochades. Le musée conserve une centaine d'œuvres de Théodore Rousseau, Jean-François Millet, Narcisse Díaz de la Peña, Constant Troyon et Rosa Bonheur, parmi celles d'autres peintres du XIXe siècle.
La maison-atelier Théodore-Rousseau accueille les expositions temporaires du musée.

## Collections
- Antoine-Louis Barye : Intérieur de forêt, biches au repos, huile sur toile.
- Rosa Bonheur :
  - Le Tigre royal furieux, huile sur toile, dépôt du château de Fontainebleau ;
  - Un mouton broutant, bronze ;
  - Un Taureau debout, bronze ;
  - Un bœuf couché, bronze.
- Ferdinand Chaigneau :
  - Le Père Chicorée, huile sur toile ;
  - Paysanne travaillant dans un jardin, aquarelle ;
  - Berger et son troupeau, plume et lavis ;
  - Berger gardant ses moutons, gravure ;
  - Bergère assise sur un rocher, dessin.
- Narcisse Díaz de la Peña : Paysage, huile sur toile, dépôt du musée d'Orsay en 2004.
- Constant Dutilleux
  - La Femme ramassant du bois ;
  - Le Chêne de roches ;
  - Paysage de Suisse.
- Jules Héreau, décor de la salle à manger des officiers.
- Simon-Mathurin Lantara : Paysage, huile sur toile, achat du conseil général.

- Jean-François Millet :

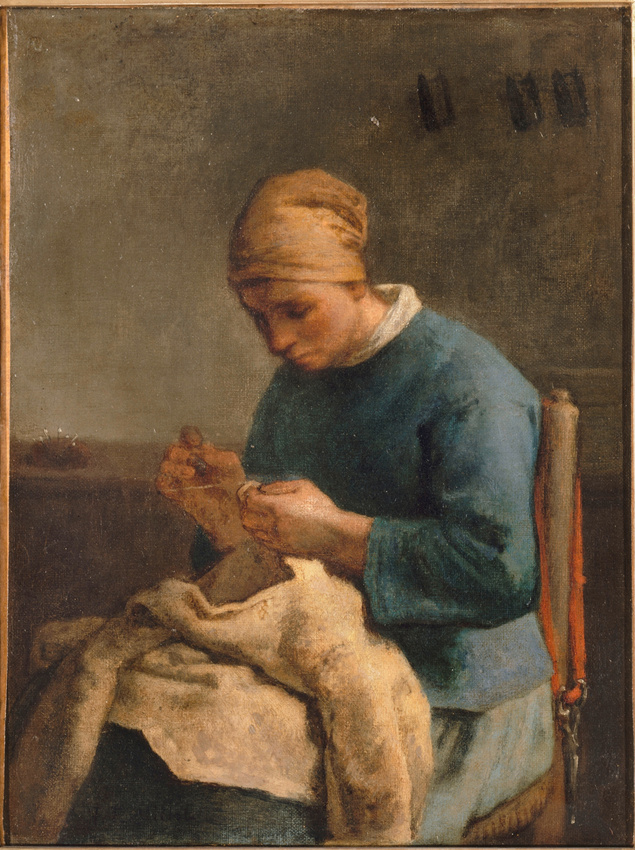
La Couseuse, par Jean-François Millet, vers 1869.

  - Les Bûcherons, huile sur toile, dépôt du musée d'Orsay en 2025.
  - La Couseuse, huile sur toile, dépôt du musée d'Orsay en 2004.
- Théodore Rousseau : La Hutte des charbonniers, huile sur toile, 1848-1850, dépôt du musée du Louvre en 2004.
- Constant Troyon : Un garde-chasse conduisant ses chiens dans la forêt, huile sur toile, dépôt du musée d'Orsay en 2004.

## Expositions
- 1975 : en mai-juin, exposition du centenaire de Jean-François Millet, l'idée du musée est née.
- 1977 : 26 toiles sont présentées de façon permanente dans l'ancien atelier de Théodore Rousseau.
- 2003 : exposition de l'École de Barbizon.
- 2006 : Échanges philosophiques et artistiques sur l'art du paysage pour le centenaire de la mort du peintre Eugène Carrière (1849-1906) et le philosophe Gabriel Séailles (1852-1922), à l'auberge Ganne.
- Du 29 avril au 30 juillet 2007 : Bernard Boisson, des photos pour voyager dans la forêt, le temps et l'espace à l'atelier Rousseau.
- Du 9 septembre au 10 décembre 2007 : Emmanuel Lansyer (1835-1893), peintre paysagiste, à l'auberge Ganne.
- 2008 : Les dessins de Jean-François Millet, collection du musée de Gréville, à l'atelier Rousseau.
- À partir de juin 2008 : Collection de Champeaux , à l'atelier Rousseau.
- Du 16 avril au 18 juillet 2011 : Simon-Mathurin Lantara (1729-1778), un paysagiste et sa légende.